# Chorisoblatta pustulosa
Chorisoblatta pustulosa är en kackerlacksart som först beskrevs av Gerstaecker 1883.  Chorisoblatta pustulosa ingår i släktet Chorisoblatta och familjen småkackerlackor.
Artens utbredningsområde är Kamerun. Inga underarter finns listade i Catalogue of Life.